# Lego. Фільм 2
«Lego. Фільм 2» (англ. The Lego Movie 2: The Second Part, досл. «Lego. Фільм 2: Друга деталь») — анімаційна стрічка 2019 року. Продовження мультфільму «Lego. Фільм» 2014 року.

## Сюжет
Команда Світотворців насолоджується спокоєм після битви з мікроменеджерами Лорда Бізнеса, і в той самий момент перед ними з інопланетного корабля на землю спускаються три прибульці-гіганти з планети DUPLO. Світотворці готові захищатися, але Еммет зупиняє їх та пропонує прибульцям мир у вигляді зібраного ним з деталей LEGO серця. На мить здається, що прибульці згідні з ним, але один з них згризує подарунок, деталі якого вилітають на корабель. Прибульці кажуть що їм мало кубиків, і Люсі кидається на них з щойно зібраним з підручних деталей молотом в руках. Удар всього лише збиває квіточку з голови одного прибульця, і ті заливаються плачем та нестямним криком, що руйнує скло у вікнах хмарочосів. В місто виходить безліч загарбників з вимогою погратися з ними, і герої дають їм відсіч, але, щоразу тільки-но Будівельськ відновлюють, знову прилітають прибульці у пошуках нових деталей.
За п'ять років у Всесвіті LEGO жителі залишили руїни Будівельська і побудували собі нове, повне суворості та мороку Апокаліпсбург — місто, в якому всі жителі вимушені боротися за виживання. Випробування змусило більшість громадян Апокаліпсбурга затвердіти, але Еммет залишається приємним: купує дорогущу каву в знайомій кав'ярні та радісно вітається з кожним зустрічним під звучаючу в навушниках пісню «Як усе крутезно». Застав Люсі на обваленій статуї свободи, Еммет розповідає їй про свій нічний кошмар, в якому був дельфін в циліндрі з годинником, що показував 5:15, Бетмен в блискітках, балакучий пломбір, а потім Апокаліпсбург разом з усіма жителями занурюється в чорну діру під назвою «Армамаґеддон». Закінчивши розповідь, Еммет проводить Люсі до новенького будинку мрії, але вона боїться того, що це приверне увагу прибульців, і просить Еммета подорослішати. Раптом увагу Еммета привертає падаюча в небі зірка. Люсі це непокоїть, тож вона дивиться в бінокль і розуміє, що насправді це — невідомий зореліт, і кличе Унікіті на допомогу. Втрьох герої підбираються ближче і потрапляють в поле зору зорельота, котрий обстрілює героїв сердечками та зірочками (перед вибухом сердечка та зірочки проявляють симпатію сказавши наприклад «Вітаю!»).
Зореліт не відстає від них аж до міста, і в погоні Еммет врізається в будинок. Унікіті попереджає про загрозу Бетмена, а той — жителів Апокаліпсбурга, але ворог без зусиль знищує захисні машини, і жителям доводиться ховатися у Бет-печері. Герої ледве встигають дістатися до воріт що зачиняються, а одна з бомб-зірочок ні: вона застрягає в щілині між воротами. Жалісний Еммет відчиняє двері щоб вона вибралася, але всередину проникає пілот зорельоту Генерал Любка Хаос і вимагає привести їй лідера. Всі герої сперечаються, кому слід говорити, і Еммет намагається їх заспокоїти, але Хаос не визнає в ньому лідера і забирає решту на весільну церемонію о 5:15. Зореліт відлітає, а Еммету приходить видіння з реального світу де з'ясовується що це насправді молодша сестра Фінна Б'янка взяла мініфігурки вищезгаданих персонажів, оскільки Фінн ігнорував і не звертав уваги на прохання Б'янки погратися з нею. Після цього Еммет розуміє, що його сон про Армамаґеддон насправді був видінням.
Генерал Хаос приводить захоплених героїв у замок, де балакучий ріжок морозива представляє їм королеву Позерку Яктобі. Перед ними постає дівчина в короні верхи на різнокольоровій кобилі, але дівчина виявляється простою прислужницею, а кобила вітає героїв і пояснює, що може змінювати свою форму. Люсі вимагає відпустити їх, але Позерка Яктобі просить їх взяти участь у весільній церемонії між нею та Бетменом. Герої відмовляються допомагати їй, і їх відправляють на підготовку до церемонії, де вони миттєво погоджуються на розслаблюючі процедури. Тільки Люсі незадоволена зміною, поки з її волосся не змивається чорна фарба, яка приховувала блакитний та рожевий кольори волосся. Люсі кидають в кімнату з динаміками, з яких нескінченно на повній гучності гримить залипаюча попсова пісня, що вже захопила її друзів, але Люсі тікає від неї у вентиляцію.
Тим часом, Еммет не знаходячи підтримки серед Апокаліпсбургців, приймає рішення відправитися в систему Сес-Три наодинці, перебудувавши зруйнований будинок в зореліт. Еммет проходить через Сходовий портал і майже розбивається в полі склостероїдів, але в останній момент його рятує незнайомець в шоломі. Ним виявися Рекс Рятівник який заводить Еммета на свій корабель Рексельсіор і застерігає його від небезпеки системи Сес-Три: Рекс був викинутий на Пило-Планеті Ничка з космосушильної системи (в реальному світі сушарка для одягу) без виходу і допомоги. Рекс впізнає в Емметі героя битви проти Лорда Бізнеса та Того Хто Нагорі, і погоджується допомогти йому.
Досліджуючи систему Сес-Три у пошуках друзів, Рекс та Еммет висаджуються на темну мерехтливу планету і потрапляють в засідку живих рослин, з якої вони рятуються з допомогою руйнівного удару Рекса, що розігнав хижаків. Рекс Рятівник пояснює, що для врятування друзів Еммет, повинен пізнати в собі негативні, дорослі емоції, і несподівано бачить здалека палаючий ліхтар. Світло приводить їх в ідеальне містечко, де Еммет з подивом виявляє сповна задоволену Лігу справедливості в дружбі з Лексом Лютором. Мешканці міста-гармонії розспівують залипаючу пісню, і Рекс знаходить спосіб вибратися, але це повинен зробити сам Еммет. Рекс доводить Еммета до злості, і той в люті з стрімким стрибком пробиває діру в землі на іншу планету.
Зіскочивши до низу, Еммет та Рекс приземляються на великому звалищі деталей — планета виявилася батьківщиною прибульців DUPLO. Потрапивши на потяг, що транспортує деталі на весільну церемонію, вони зустрічаються з Люсі, і йдуть в Храм космосу. Потяг привозить їх на фабрику де будується весільний торт для церемонії, опісля вивчивши схему храму, Люсі йде в центр розваг відключити контроль музики, Рекс повертається на Рексельсіор, а Еммет пробирається на поверхню торта. Люсі приходить в командний центр і хоче зупинити музику, але Хаос захищає пристрій і блокує кинуту Люсі бомбу-сердечко, мало не впавши в провалля та втративши шолом. Трохи повагавшись Люсі витягує Хаос, та прислухається до її прохання подружитися і розуміє, що вони не хотіли їх знищувати і задається питанням: «Чекайте, якщо ви хороші, хто тоді поганець?»
Зустрівшись з Бетменом, Позерці Яктобі знадобилося тільки викликати заздрість до Супермена, аби Брюс сам за власною волею погодився, на весілля. Разом вони вдвох з'являються на вершині весільного торта, і ведучий церемонії Ріжок морозива представляє справжню первісну форму Позерки Яктобі — серце, подароване Емметом п'ять років тому. Рекс переконує Еммета, що йому не потрібні друзі, Люсі промили мізки і він сам здатен впоратися з цією справою. Ставши на бік Хаос Люсі бачить підбігаючого до вершини торта Еммета і намагаючись його зупинити, каже йому, що колись у неї було кольорове волосся і їй подобалося подобалася пісня «Як усе крутезно», що вона навмисне зафарбувала волосся маркером, щоб всі думали, що вона крута та доросла, і намагалась перетворити Еммета в когось іншого, але помилялася і каже що любить Еммета такого як раніше, вразливим, лагідним і ніжним, але Еммет не вірить їй, сказавши що справжня Люсі такого не скаже, і розбиває торт.
Всі учасники весільної церемонії заливаються сльозами, розгубленого Еммета забирає Рекс, а Люсі викидає в реальний світ, де вона бачить Фінна, що забирає Рексельсіор, та обломки торта Сес-Три, і розуміє що насправді Фінн побачивши що Б'янка забрала його мініфігурки, пішов вслід за нею в її кімнату, в люті розбив її торт на шматки. На гамір приходить мати Фінна і Б'янки і каже їм скласти всі деталі в коробки для зберігання. Фінн скидає відламані шматки Апокаліпсбурга в коробку, і фігурки з криком падають в безодню — Армамаґеддон настав.
На Рексельсіорі Рекс розкриває, що він це Еммет з майбутнього: коли Еммет намагався пролетіти сходовий портал на зорельоті-будинку, він зазнав катастрофи розбившись об великий склостероїд, унаслідок чого замість того аби потрапити до системи Сес-Три, він потрапив на Пило-Планету Ничка, де він став забутим і кинутим напризволяще, бачачи як Б'янка грається і бачачи що його друзі розважаються без нього і що Фінн його не шукає, він сповнився гнівом і ненавистю, який і допоміг йому вибратися самотужки, потім колишній Еммет підібрав собі нову зачіску та жилет, а також змінив зовнішність, після чого зібрав свою машину часу, аби переміститися в минуле, де він зібрав собі команду з рапторів і повернувся в той самий момент, коли Еммета слід було врятувати від склостероїдів. Теперішній Еммет відмовляється ставати Рексом, і той відправляє його на Пило-Планету Ничка.
Люсі закликає кинуті фігурки не сумувати та сподіватися, і Фінн повертається до коробки. Діставши потрібні деталі, він повертає Б'янці Серце-Позеку Яктобі, а фігурки оживають та будують флот для того аби протистояти Рексу. Рекс збирається добити Еммета, але той піднімається і стверджує, що Рекс неправий. Рекс Рятівник погрожує повернутися в минуле і спробувати все знову, але прибула Люсі підриває флюксуатор (ключовий елемент взятий з DeLorean без якого машина часу не працює). Рекс бачачи Люсі та Еммета разом, каже їм, що тепер Еммет не стане ним, а це означає, що Рекс тепер не існує і зникає з реальності, погоджуючись з Емметом.
На гамір ззовні на подвір'я будинку виходить мама, і бачить граючих разом Фінна та Б'янку. Еммет та Люсі повертаються в знову відбудований будинок мрії в об'єднаному Сесбудівельстриську, і Еммет знаходить оригінальний альбом «Як усе крутезно» з Люсі на обкладинці.

## Актори озвучення
- Кріс Пратт — Еммет Блоковський, Рекс Рятівник
- Елізабет Бенкс — Люсі
- Вілл Арнетт — Бетмен
- Тіффані Геддіш — Королева Позерка Яктобі
- Стефані Беатріс — Генерал Любка Хаос
- Чарлі Дей — Бенні
- Елісон Брі — Унікітті
- Нік Офферман — Бронеборода
- Джейдан Сенд — Фінн
- Бруклін Прінс — Б'янка
- Майя Рудольф — Мама
- Вілл Ферелл — Президент Бізнес, Тато (Той Хто Нагорі)
- Річард Айоаде — Ріжок морозива
- Ченнінг Тейтум — Супермен
- Джона Гілл — Зелений Ліхтар
- Галь Гадот — Диво-жінка
- Джейсон Момоа — Аквамен
- Марго Роббі — Гарлі Квінн
- Айк Барінхолц — Лекс Лютор
- Рейф Файнз — Альфред Пенніворт
- Вілл Форте — Авраам Лінкольн
- Брюс Вілліс — камео
- Бен Шварц — Банан
- Джиммі О. Ян — Зебе
- Ноель Філдінг — Бальтазар
- Жорме Текоуні — Ларрі Поппінс
- Гарі Пейтон — камео
- Тодд Гансен — Гендальф

## Знімальна група
- Кінорежисер — Майк Мітчелл
- Сценаристи — Філ Лорд, Крістофер Міллер, Меттью Фогель
- Кінопродюсери — Жінко Готох, Рой Лі, Ден Лін, Філ Лорд
- Композитор — Марк Мазерсбо
- Кіномонтаж — Клер Найт
- Художник-постановник — Патрік Марк Ганенберг
- Артдиректор — Крістен Андерсон, Нік Дюбар, Єва Мак-Клоскі
- Художник-костюмер — Керолайн Кренстоун
- Підбір акторів — Мері Ідальго[3]